# Pantanassa
Pantanassa (neugriechisch Παντάνασσα, ‚Allherrscherin‘) ist ein griechisch-orthodoxes Epitheton Marias.
Maria Pantanassa (auch Panagia Pantanassa genannt) sind etwa das Kloster Pantanassa in Mystras und die Pantanassa-Kirche in Athen geweiht.
Auch sind nach ihr mehrere Orte in Griechenland benannt:
- Pantanassa (Ätolien-Akarnanien)
- Pantanassa (Arta)
- Pantanassa (Lakonien)
- Pantanassa (Rethymnon)